# Boletus appendiculatus
Boletus appendiculatus Jacob Christian Schäffer, 1774), sin. Butyriboletus appendiculatus, (Jacob Christian Schäffer, 1774 ex David Arora & J.L.Frank, 2014) este o specie de ciuperci comestibile destul de rară din încrengătura Basidiomycota în familia Boletaceae și de genul Boletus, cunoscută în România, Basarabia și Bucovina de Nord sub numele nitarcă, hrib regal, hrib înrădăcinat sau hrib cu apendice. Acest burete coabitează, fiind un simbiont micoriza (formând micorize pe rădăcinile de arbori). El poate fi găsit în păduri de foioase și mixte, în primul rând sub stejari și fagi, dar de asemenea pe lângă castani comestibili precum aluni, crescând solitar sau în grupuri mici pe sol calcaros, preferând zone mai călduroase, de la câmpie la deal, dar nu în regiuni montane. Timpul apariției este din iunie până în octombrie (noiembrie).

## Descriere

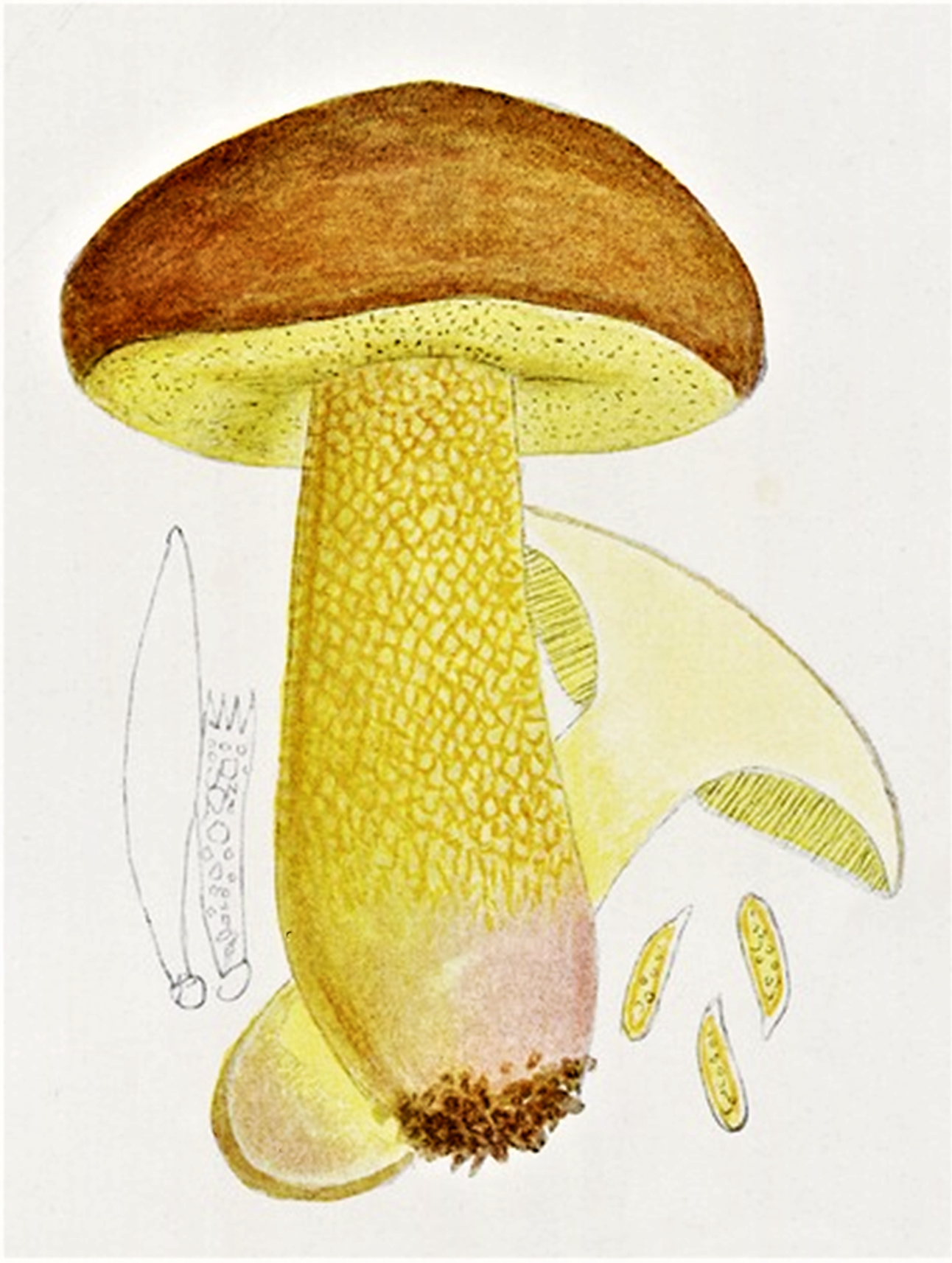
Bres.: Boletus appendiculatus

- Pălăria: are un diametru de 6-15 (18) cm, fiind compactă și cărnoasă. La început semisferică cu marginea răsfrântă în jos, devine la maturitate boltită, întinzându-se la bătrânețe în formă de pernă, adesea cu o suprafață neregulată. Cuticula este în tinerețe fin-pâsloasă, mai târziu neted-pieloasă, niciodată lipicioasă, care se poate decoji numai foarte greu. Coloritul variază de la ocru-maroniu la castaniu sau brun-roșiatic. Locurile roase de animale se colorează gălbui până portocaliu-roz. Marginea pălăriei este tăioasă și poate fi ceva mai lungă decât tuburile pălăriei.
- Tuburile și porii: sporiferele sunt destul de scurte, aderate la picior, în stadiu avansat bombate, fiind colorate galben, la bătrânețe murdar galben. Porii sunt mici și rotunjori și galbeni ca sulful. Se înverzesc sau se albăstresc la atingere.
- Piciorul: are o lungime de 6 până la 10 (15) cm și o grosime de 2,5 până la 3,5 (5) cm, este cilindric, plin, compact, masiv, tare, înrădăcinându-se la baza îngroșată și ușor scufundată în pământ printr-un apendice destul de gros și larg (de acea epitetul soiului). Litigiul este gălbui, în partea de sus galben, în cea de jos cu efecte maronii pe fond galben și ornamentat cu o rețea fină în relief, galbenă până maronie. Nu schimbă culoarea la atingere.
- Carnea: este groasă, compactă, tare și  de colorit gălbui până galben de lămâie, sub cuticulă roșiatic, care se decolorează după tăiere sau ruptură ușor albăstrui. Mirosul este plăcut ca de ciuperci, gustul fiind savuros, amintind la ciuperci mature de nuci sau alune.
- Caracteristici microscopice: Sporii sunt fusiformi, hialini (translucizi) și au o  mărime de 12-14 x 4-4,5  microni. Pulberea lor este brun-măslinie.[5][6]
- Reacții chimice: Carnea buretelui se colorează cu acid sulfuric mai intensiv galben, cuticula galben-portocaliu, carnea buretelui cu Hidroxid de potasiu brun, tot carnea cu sulfat de fier verde, iar porii gri-verzui.[7][8]

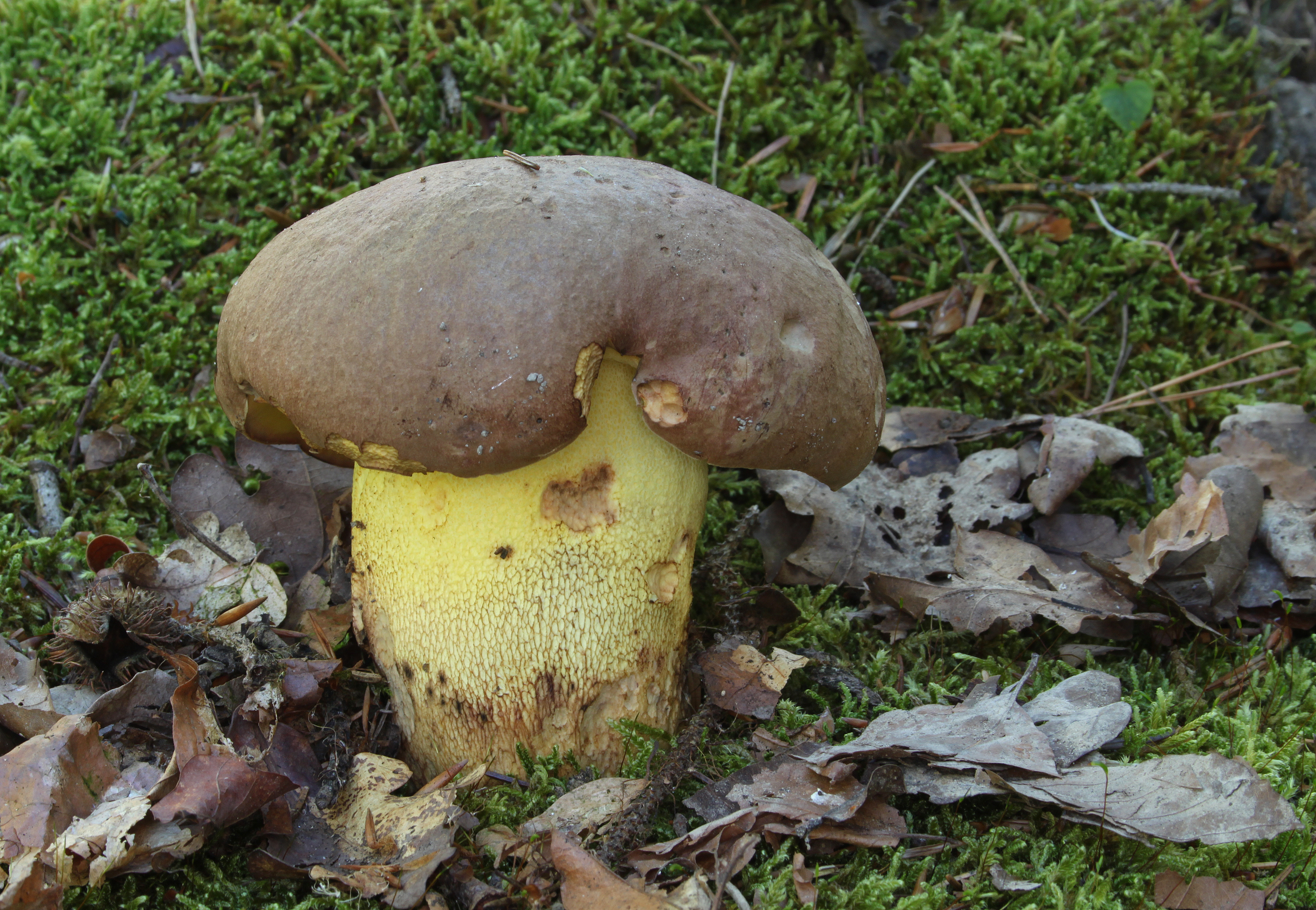
B. appendiculatus tânăr
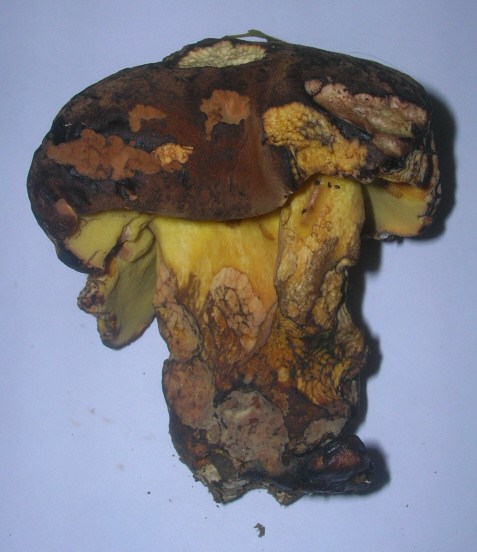
B. appendiculatus matur, pori și picior
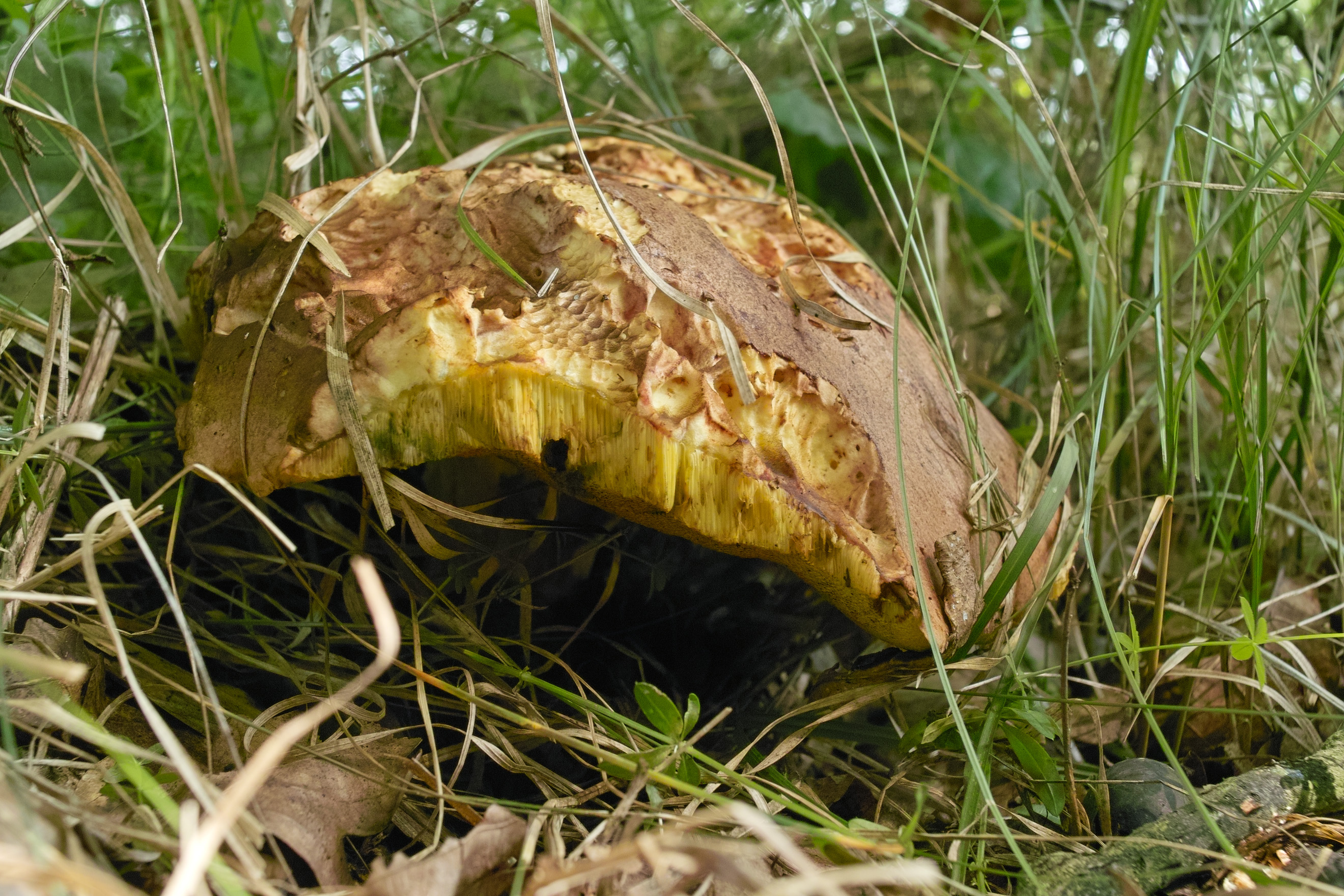
B. appendiculatus bătrân, cuticulă

## Confuzii
Hribul cu apendice poate fi confundat în primul rând cu suratele lui Boletus fechtneri,  Boletus subappendiculatus și Boletus regius, ambele comestibile, dar, de asemenea, cu mai multe alte specii din familia Boletaceae, cum sunt Boletus aestivalis (comestibil), Boletus calopus (necomestibil, amar) precum variația sa Boletus calopus var. Boletus pachypus (necomestibil, amar), Boletus edulis (comestibil), Boletus erythropus sin. Boletus luridiformis (comestibil, pori roșiori), Boletus fragrans,  Boletus impolitus sin. Hemileccinum impolitum (comestibil), Boletus junquilleus (comestibil, mai deschis gălbui, spori gălbui), Boletus luridus (crud neprielnic, preparat comestibil, pori roșiatici), Boletus pulverulentus (de calitate mediocră, porii tind spre roșu), Boletus radicans (necomestibil, amar, picior fără roșu, crește numai în păduri foioase), Boletus regius (comestibil), Boletus speciosus (comestibil), Boletus spinarii (necomestibil, fără tonuri roșiatice), Imperator torosus sin. Boletus torosus (probabil otrăvitor), Rubroboletus dupainii (comestibil, pori roșii), Rubroboletus legaliae (suspect, cuticulă roză, miros de cicoare), Rubroboletus rhodoxanthus (crud otrăvitor, fiert comestibil, pori roșii), Rubroboletus rubrosanguineus (poate otrăvitor, pori roșii) sau Rubroboletus satanas (otrăvitor, pori roșiatici)

## Specii asemănătoare

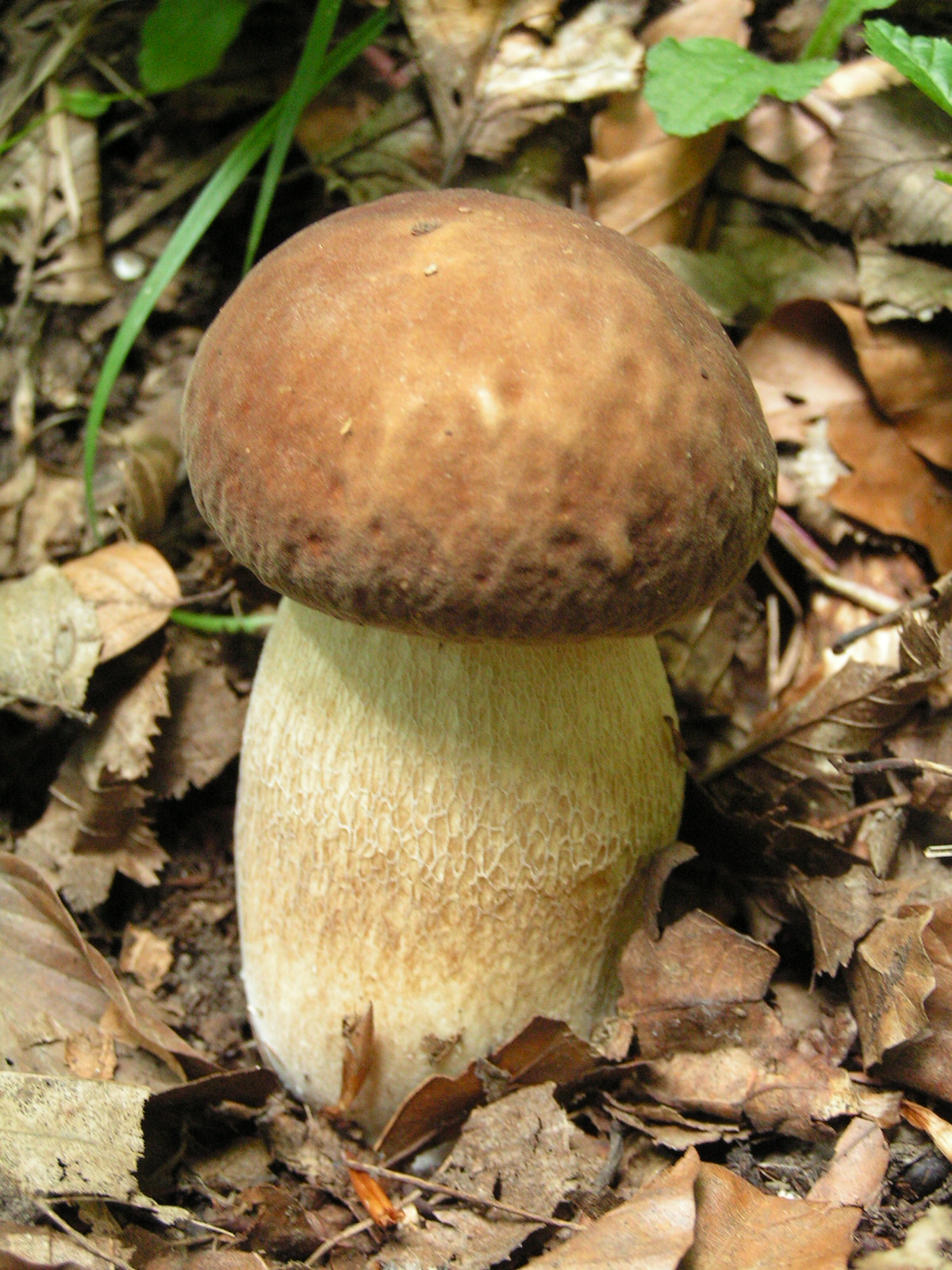
Boletus aestivalis sin. reticulatus
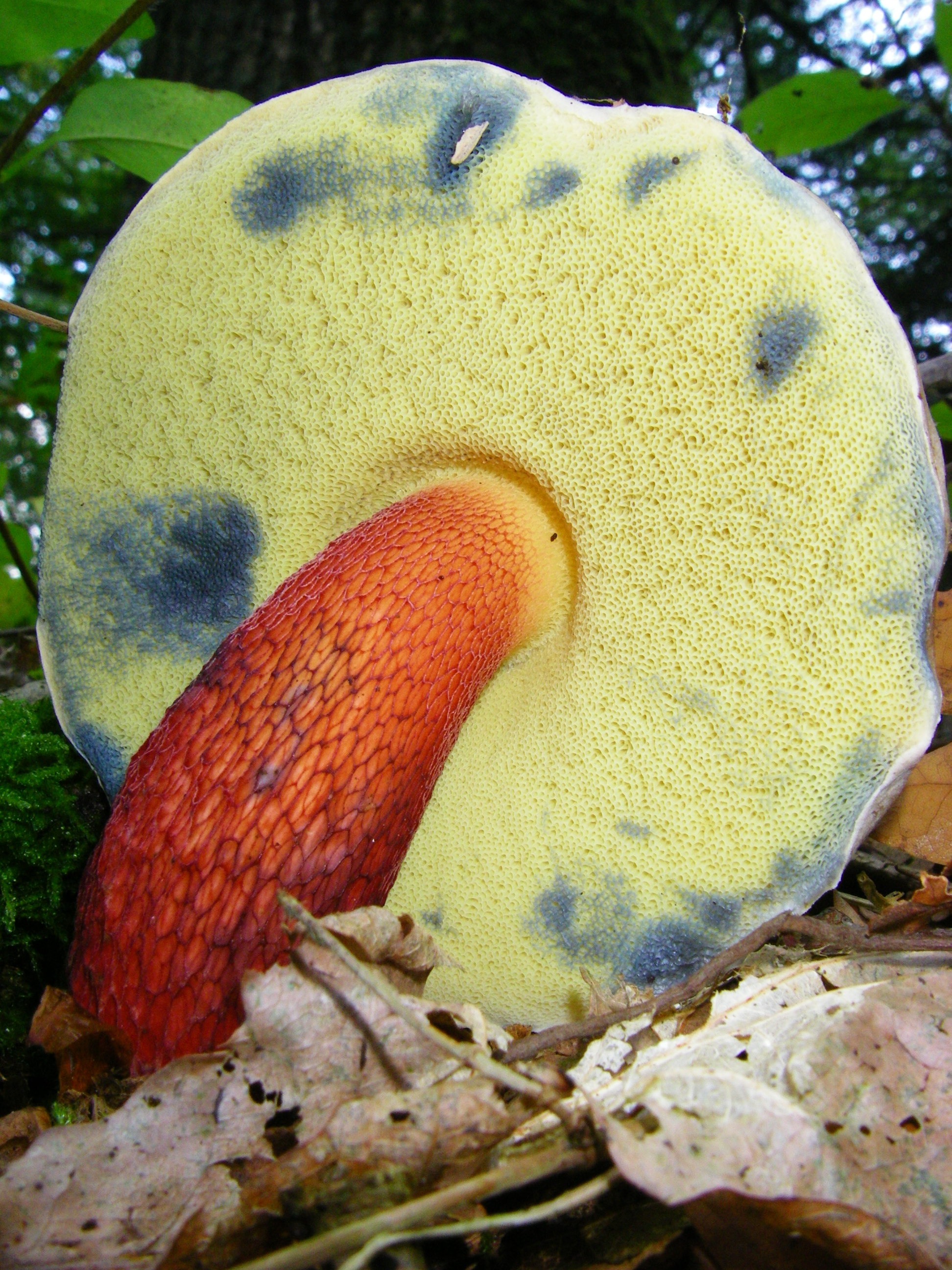
!!Boletus calopus var. pachypus!!
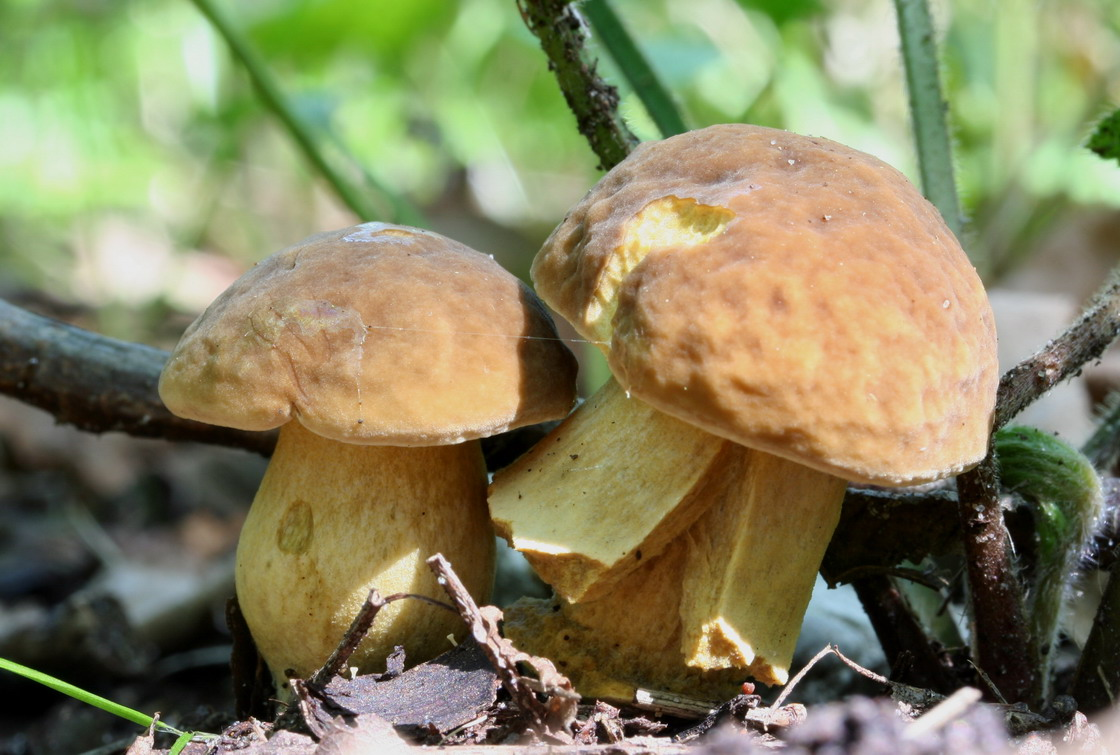
Boletus edulis
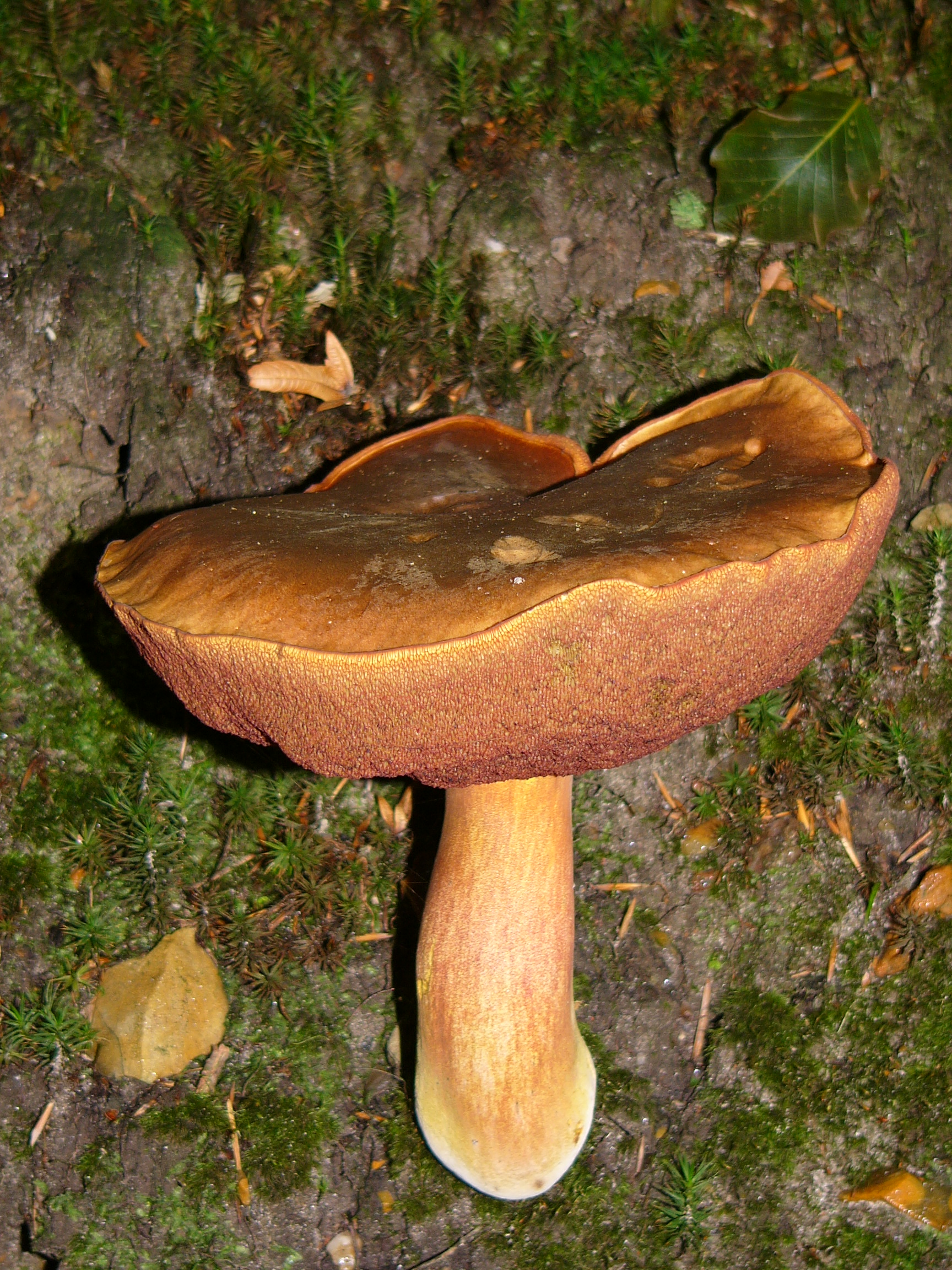
Boletus erythropus
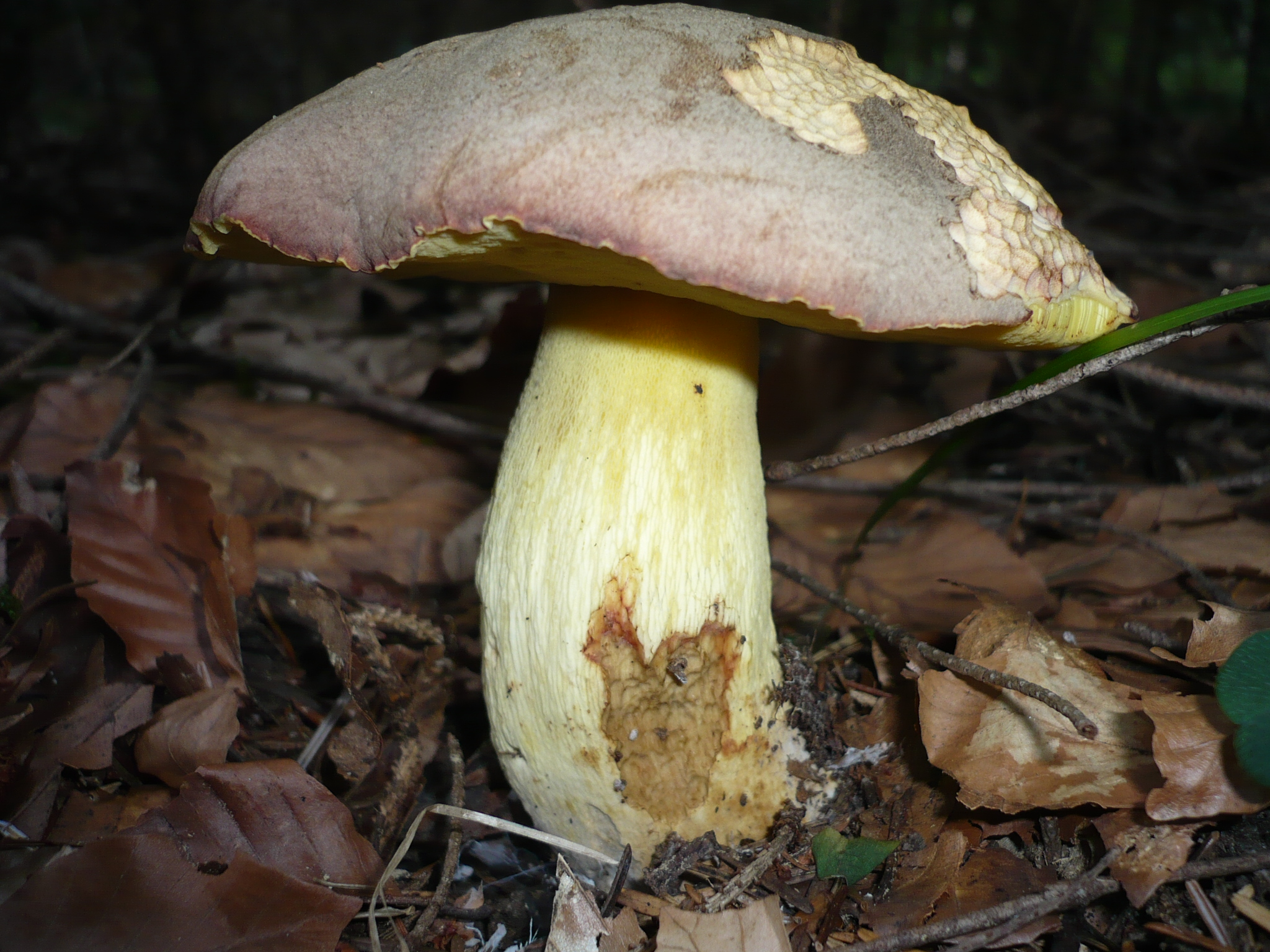
Boletus fechtneri
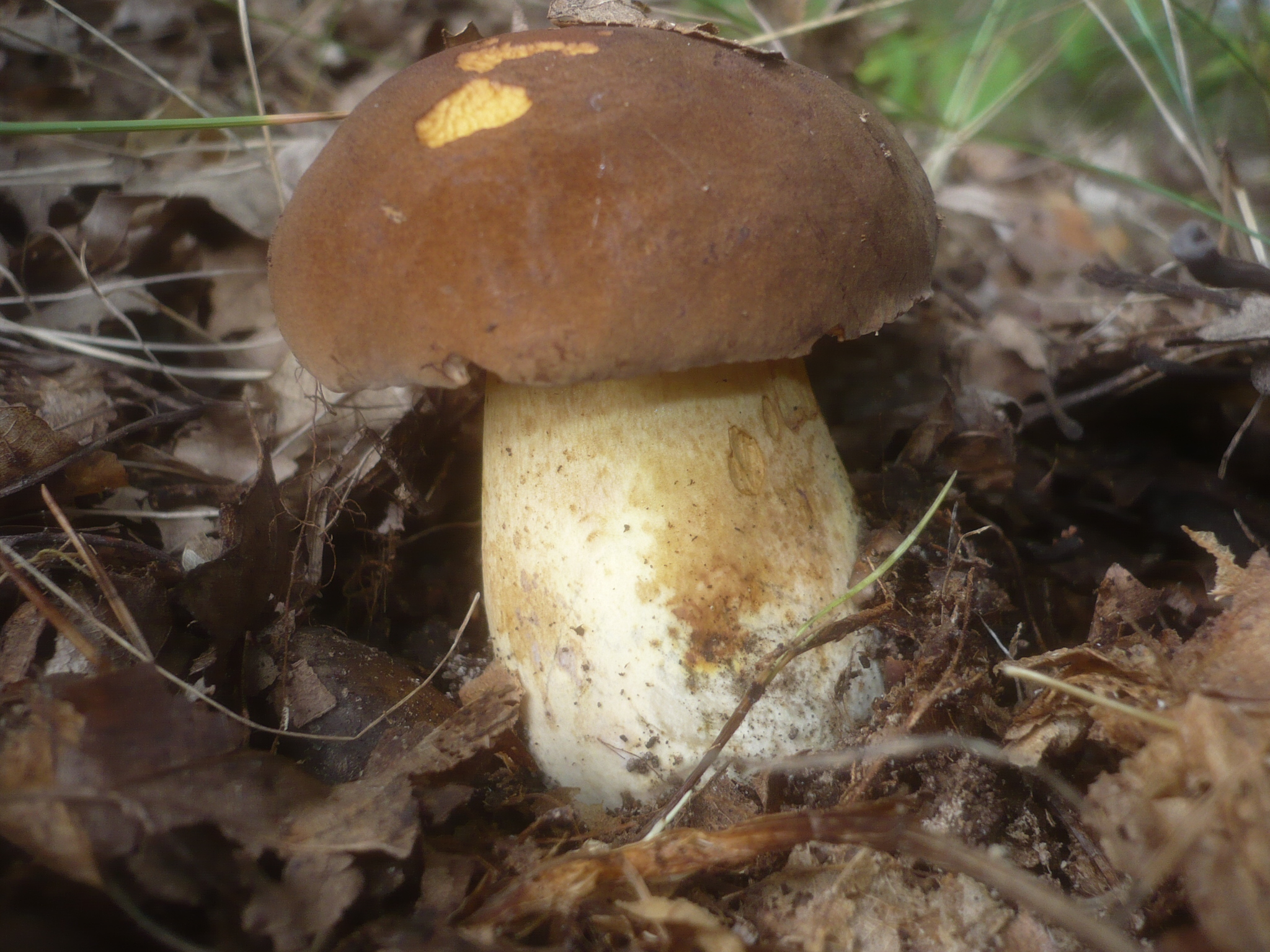
Boletus fragrans

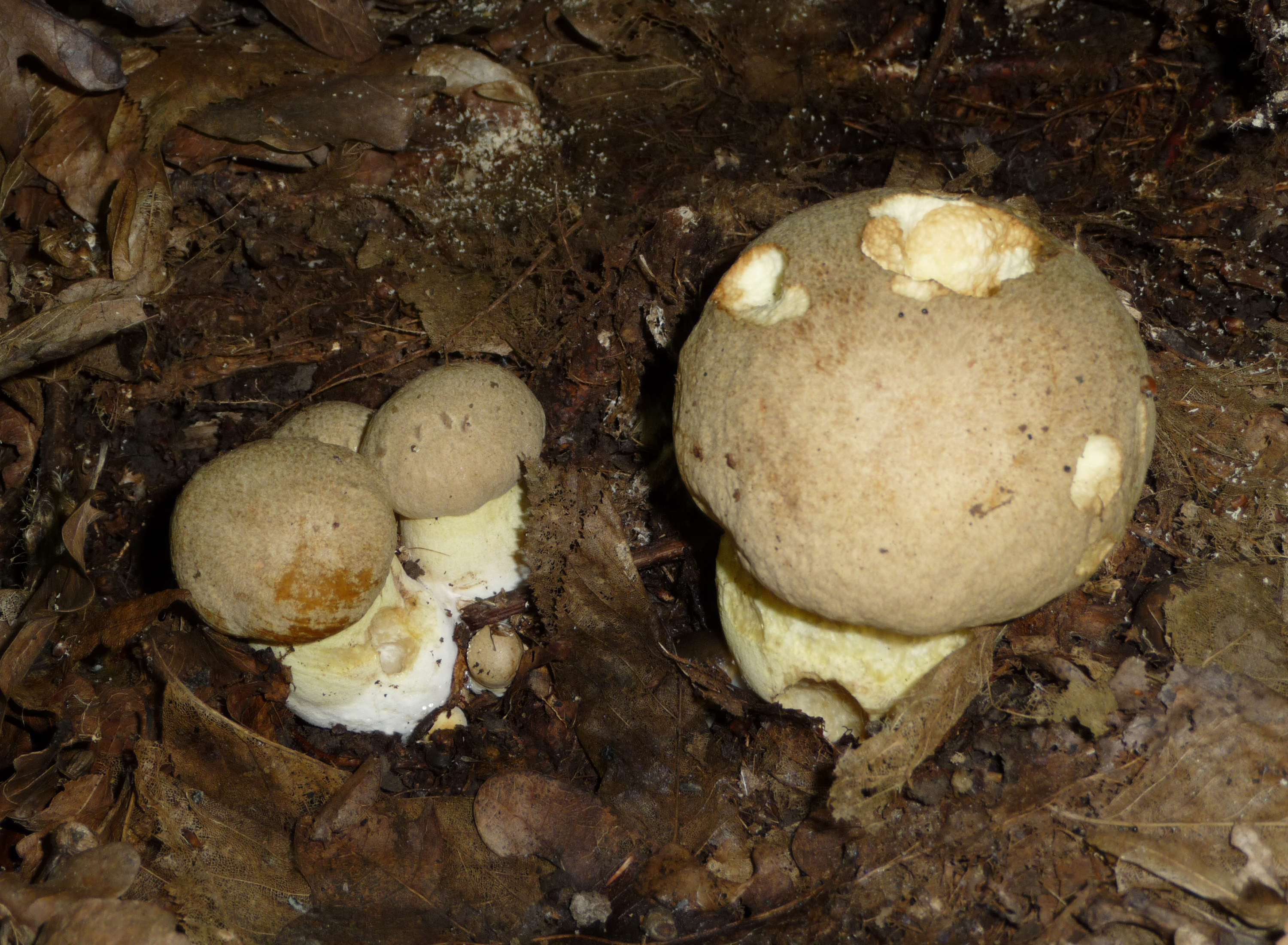
Boletus impolitus
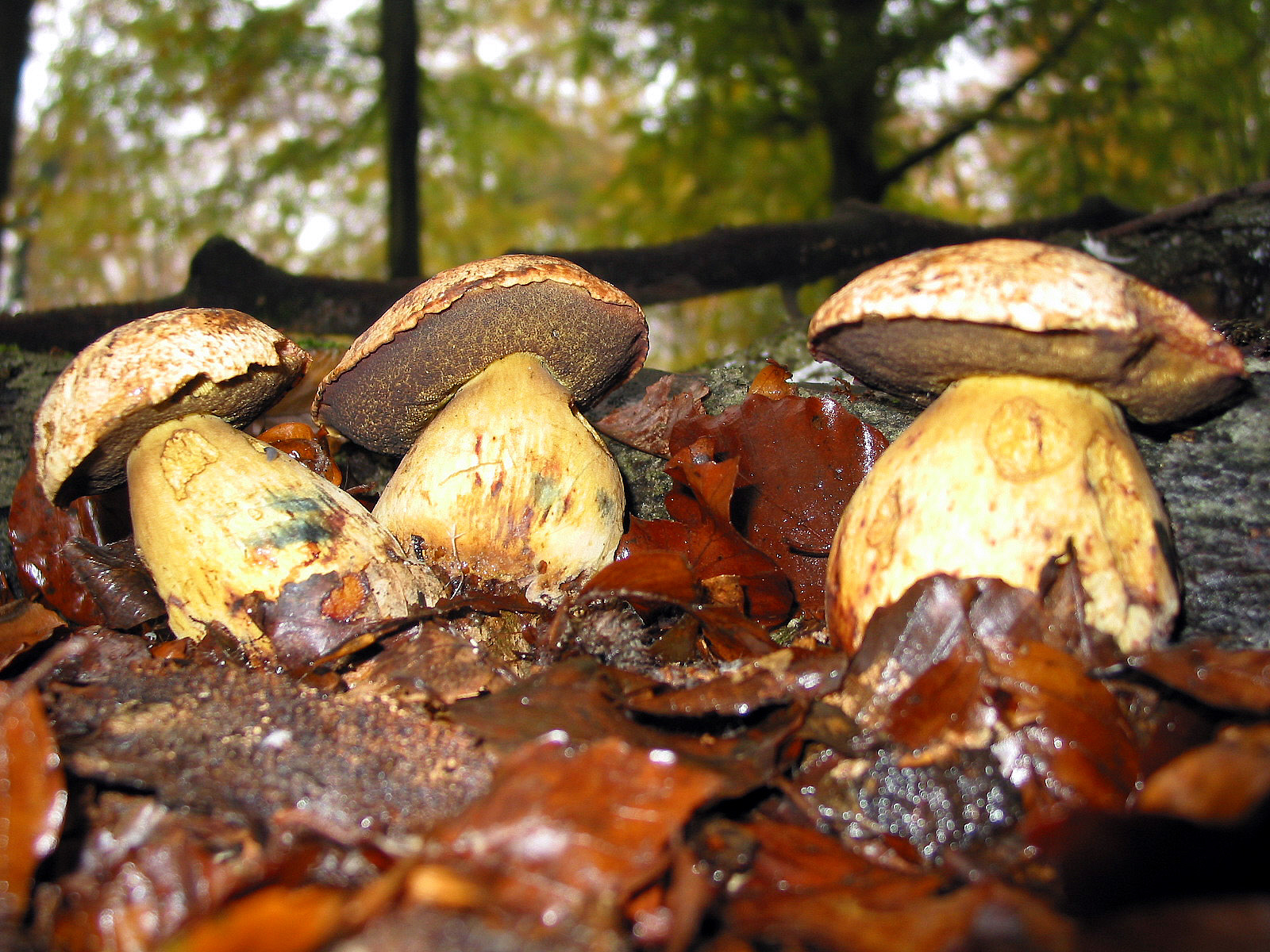
Boletus junquilleus
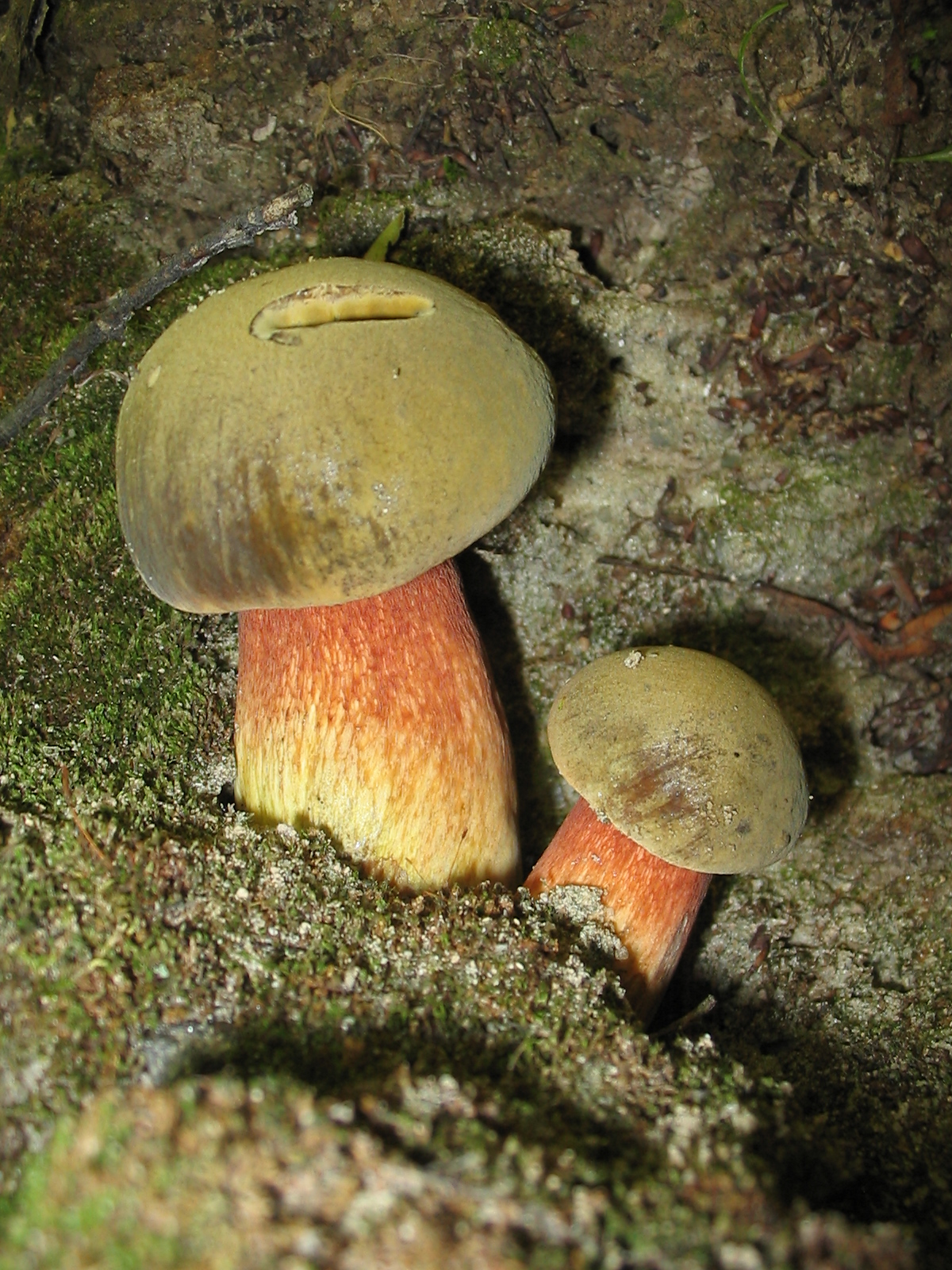
Boletus luridus
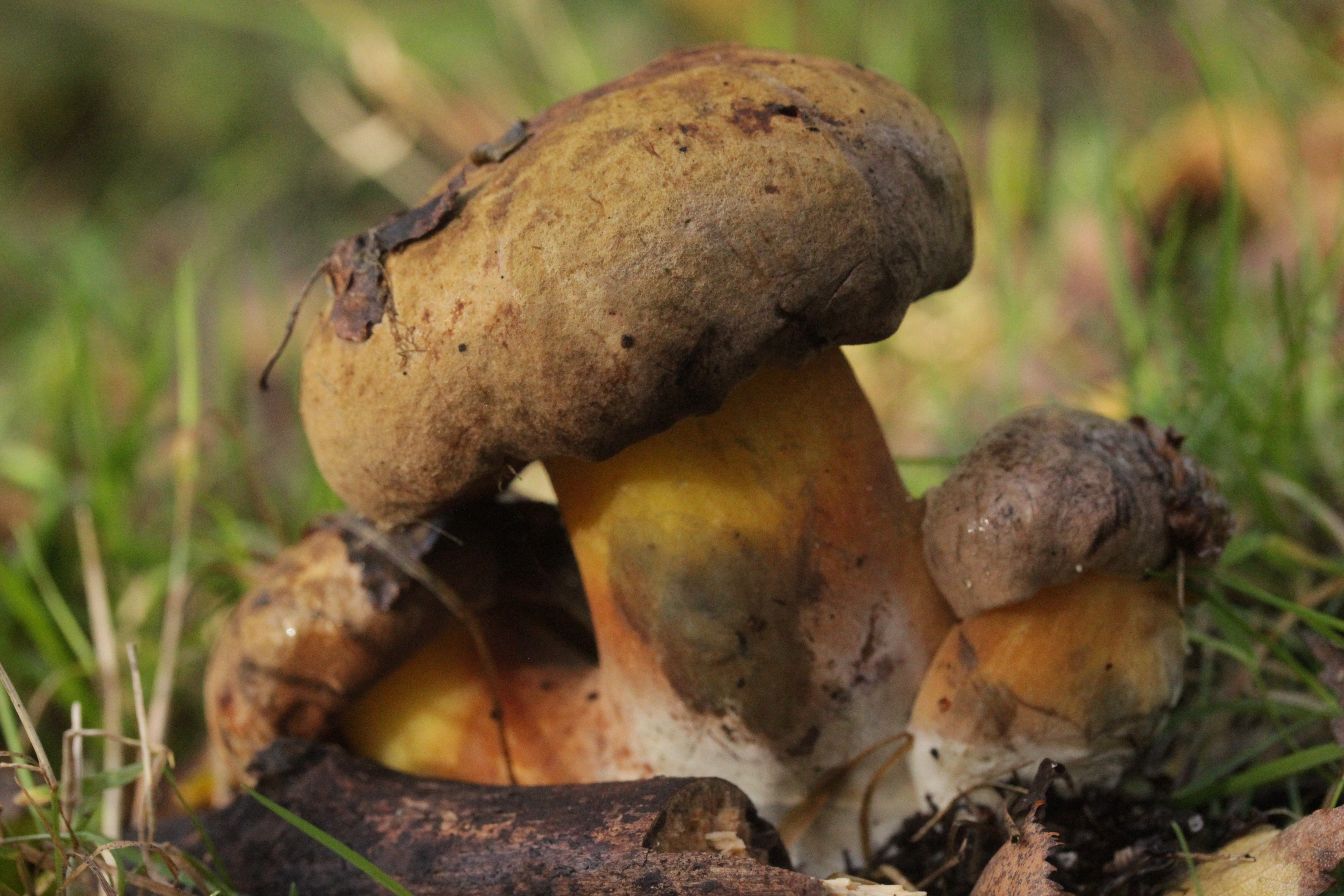
Boletus pulverulentus
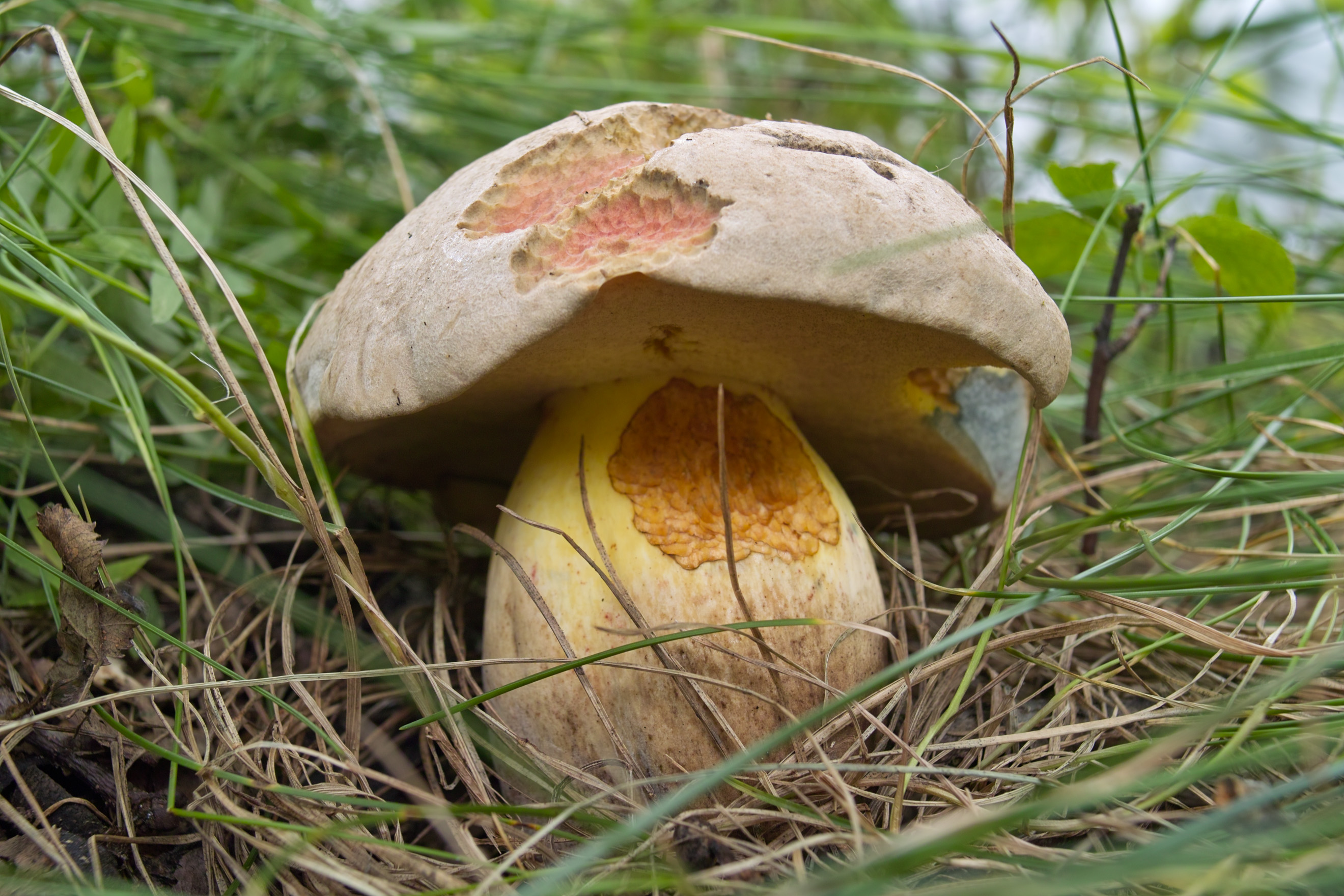
!Boletus radicans!
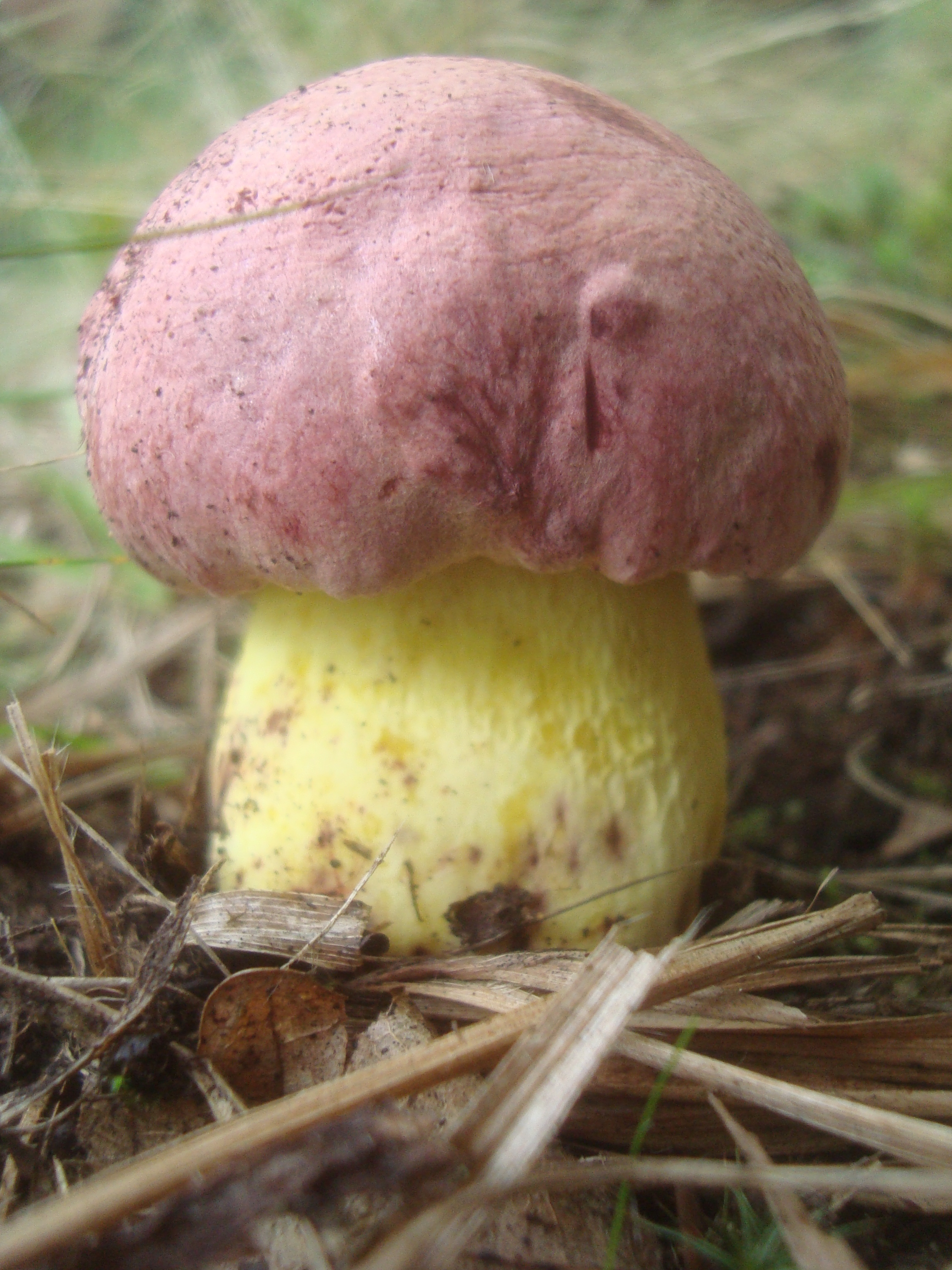
Boletus regius

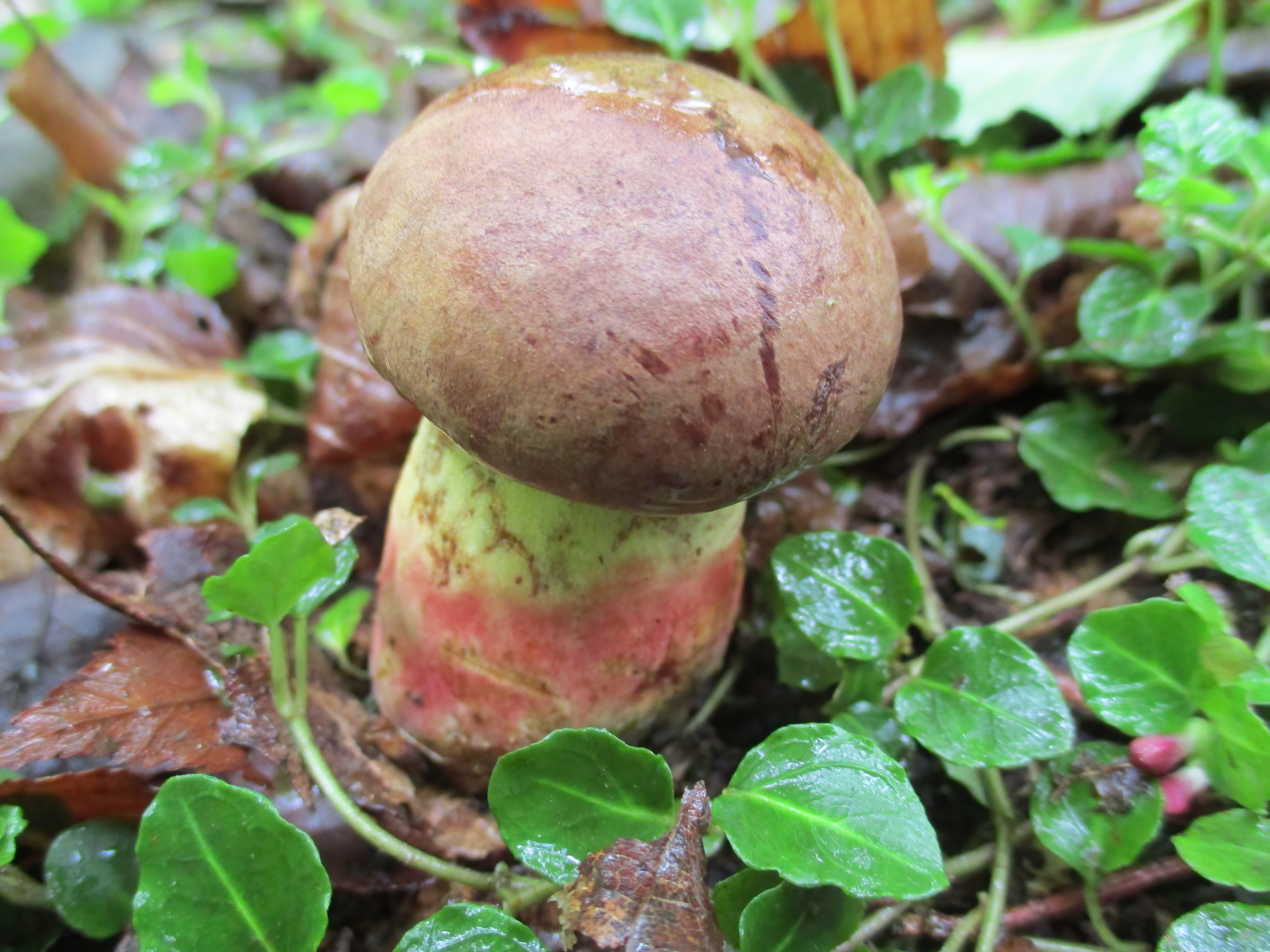
Boletus speciosus
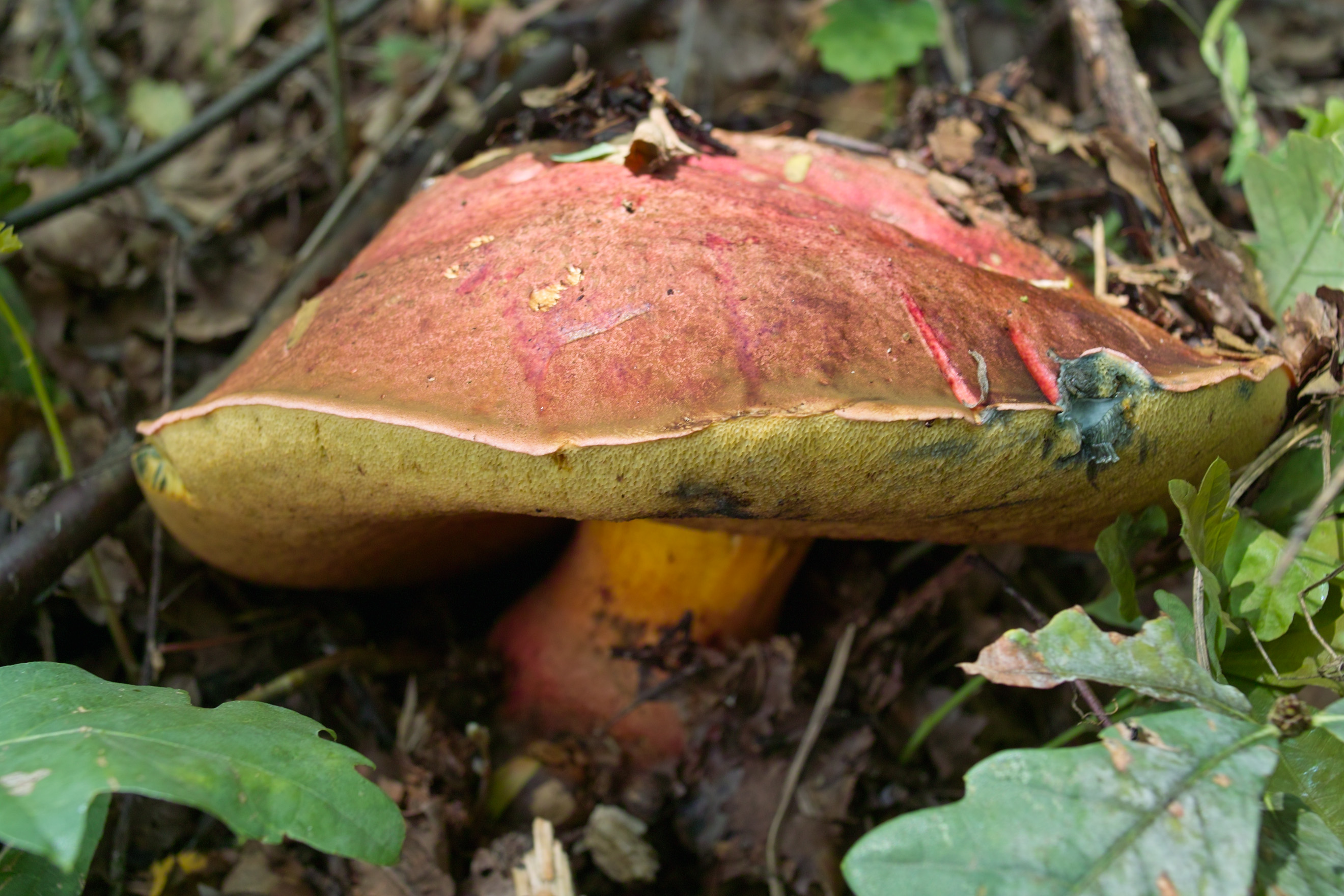
!Boletus spinarii!
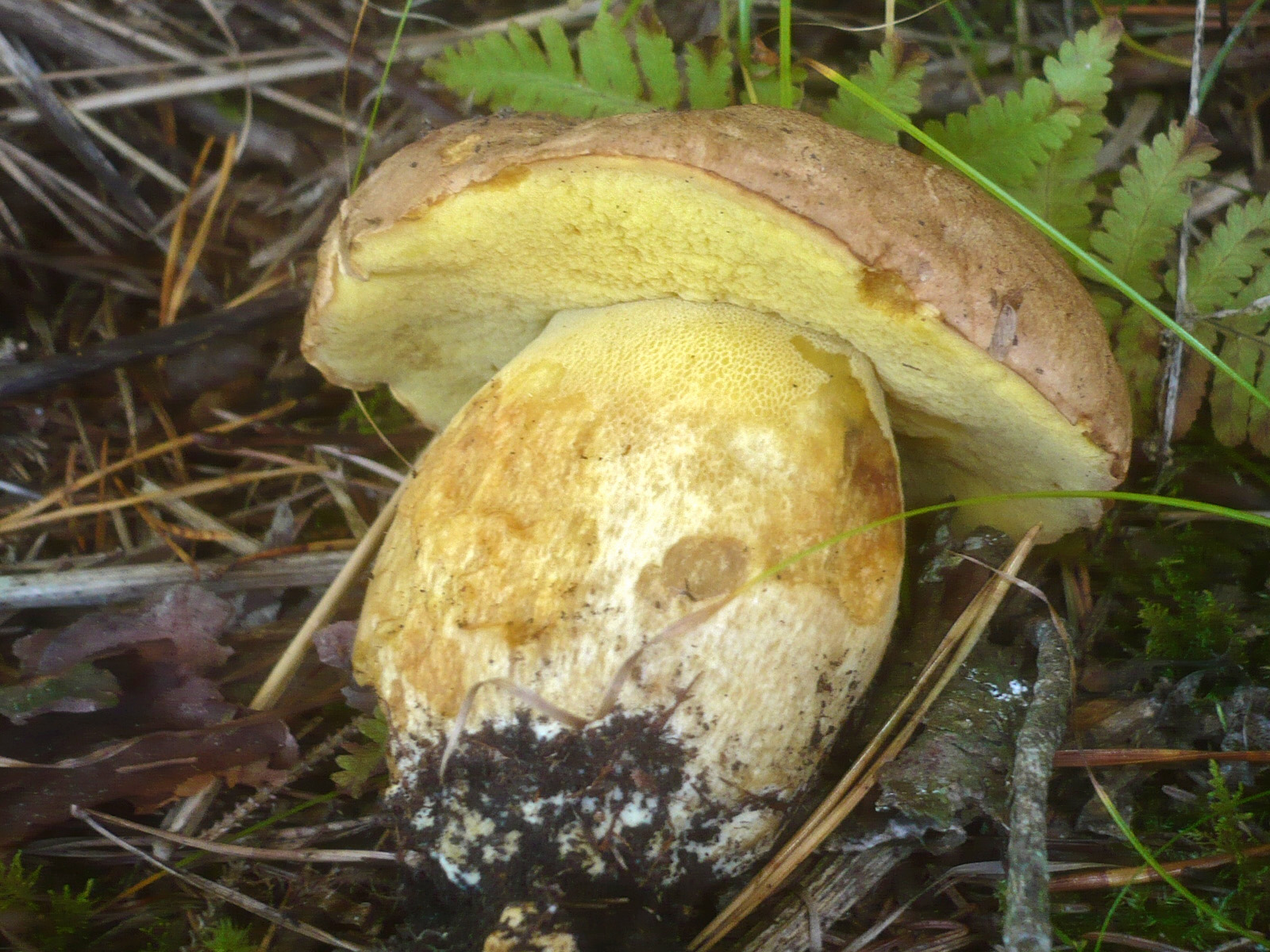
Boletus subappendiculatus
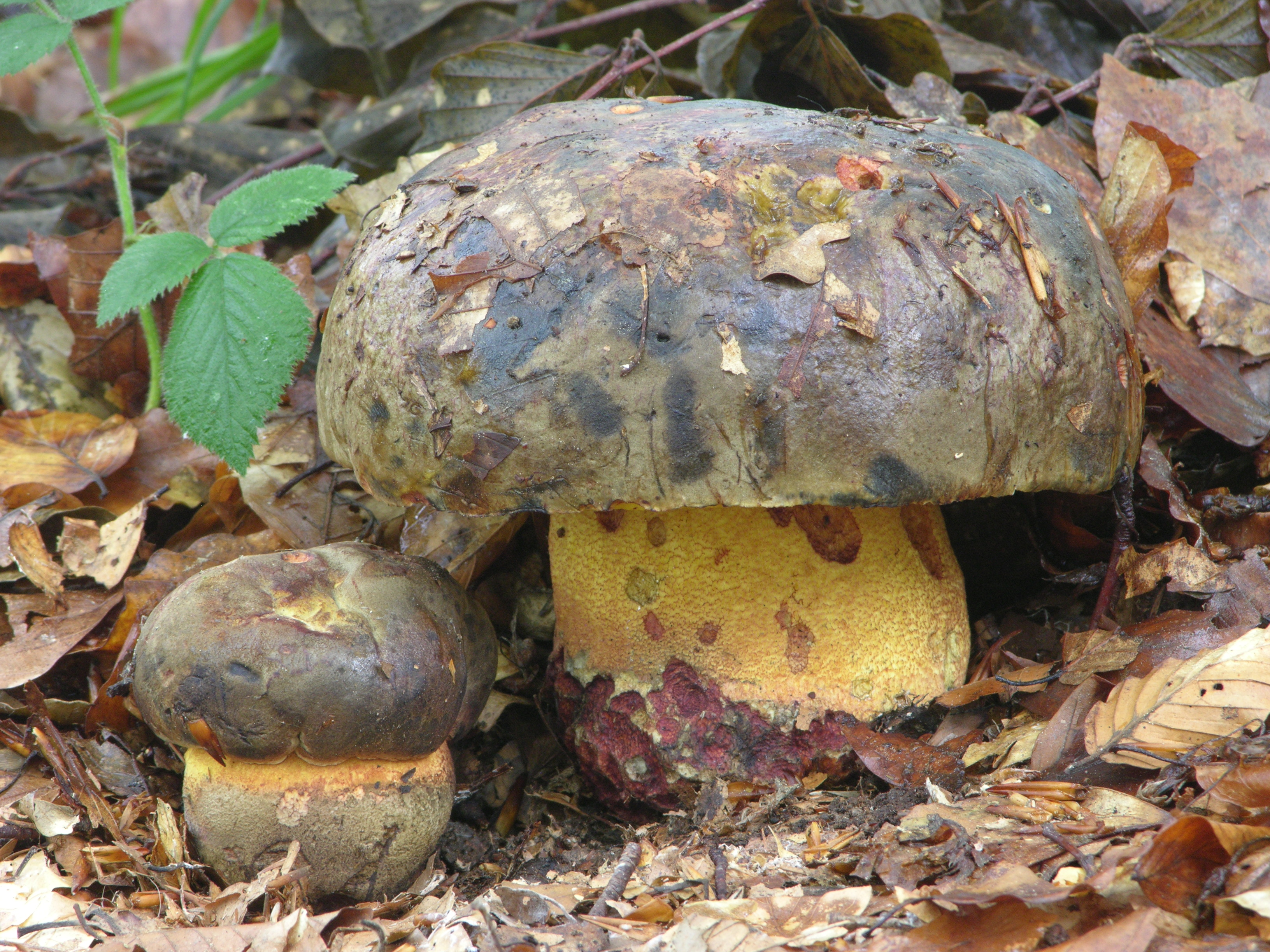
!!Imperator torosus!!
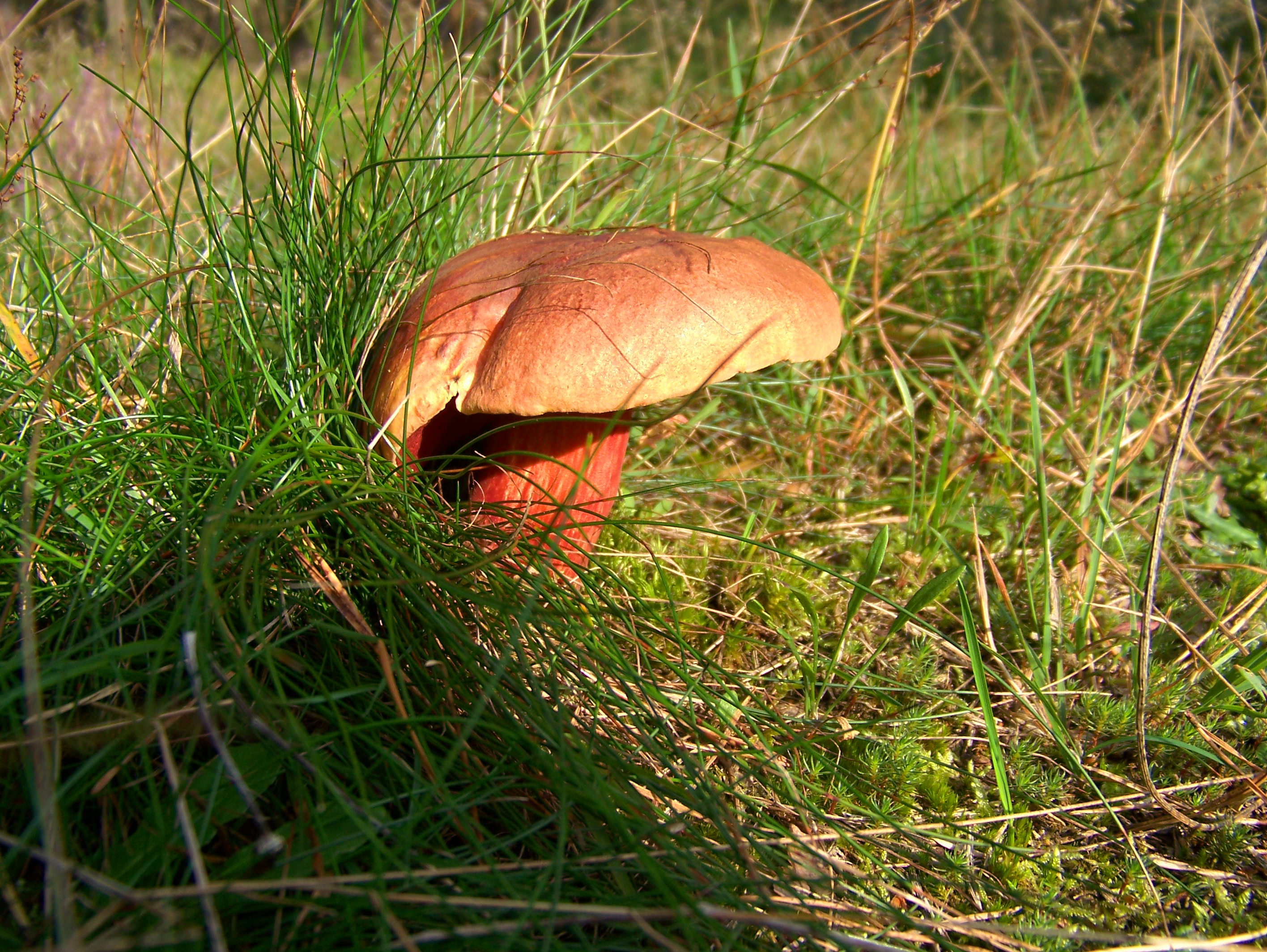
Rubroboletus dupainii

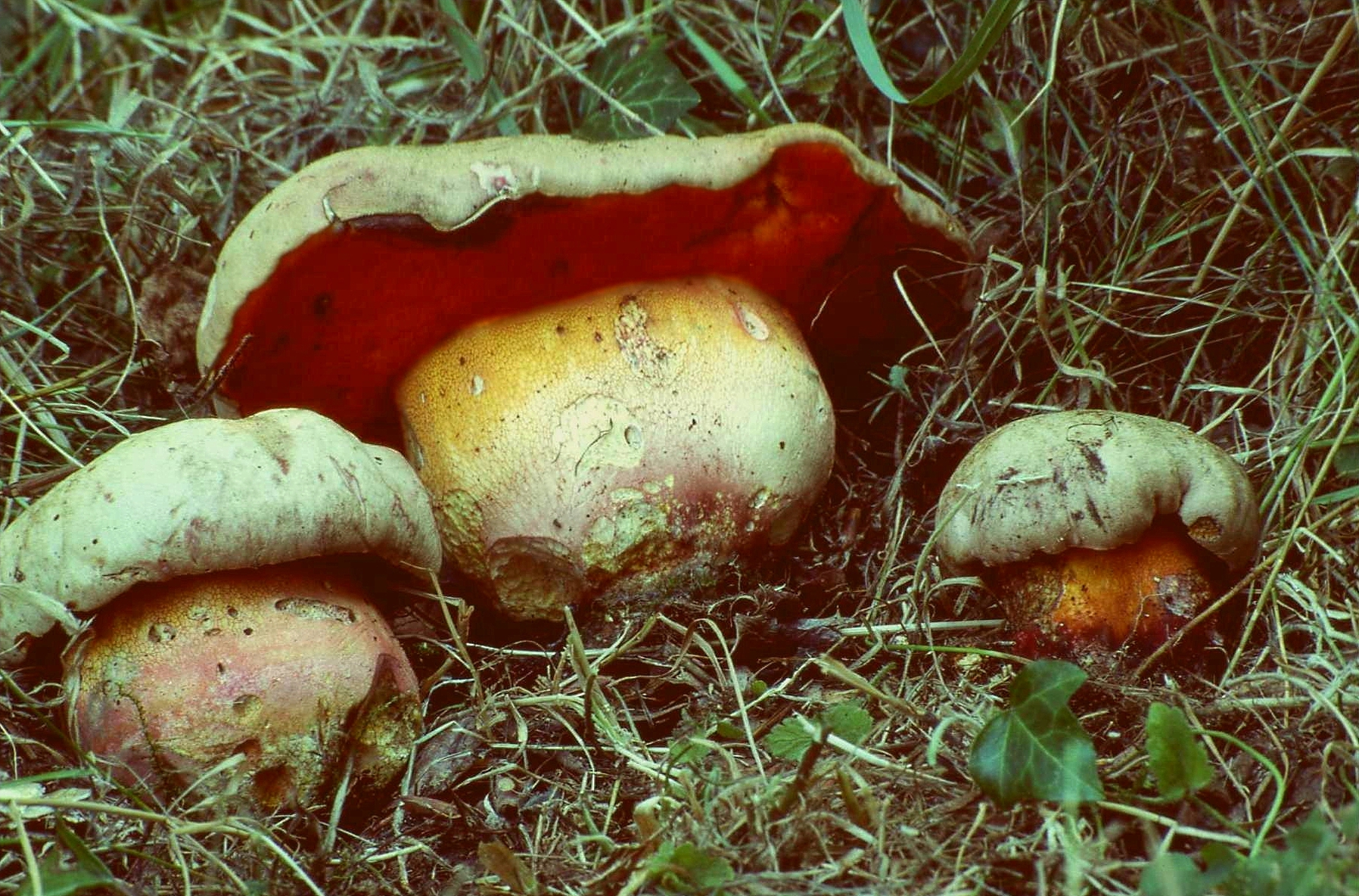
Rubroboletus legaliae
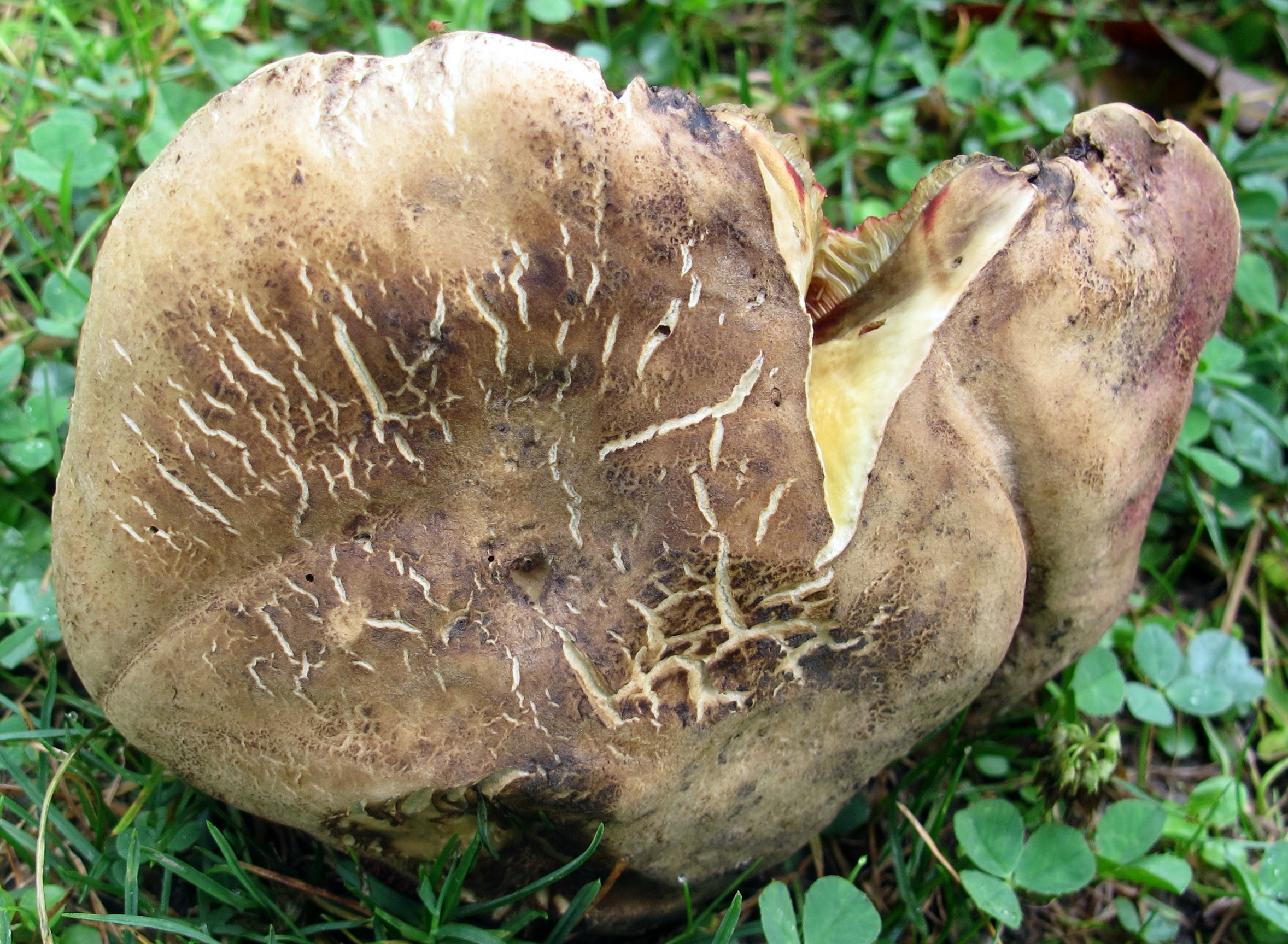
!!Rubroboletus rhodosanguineus!!
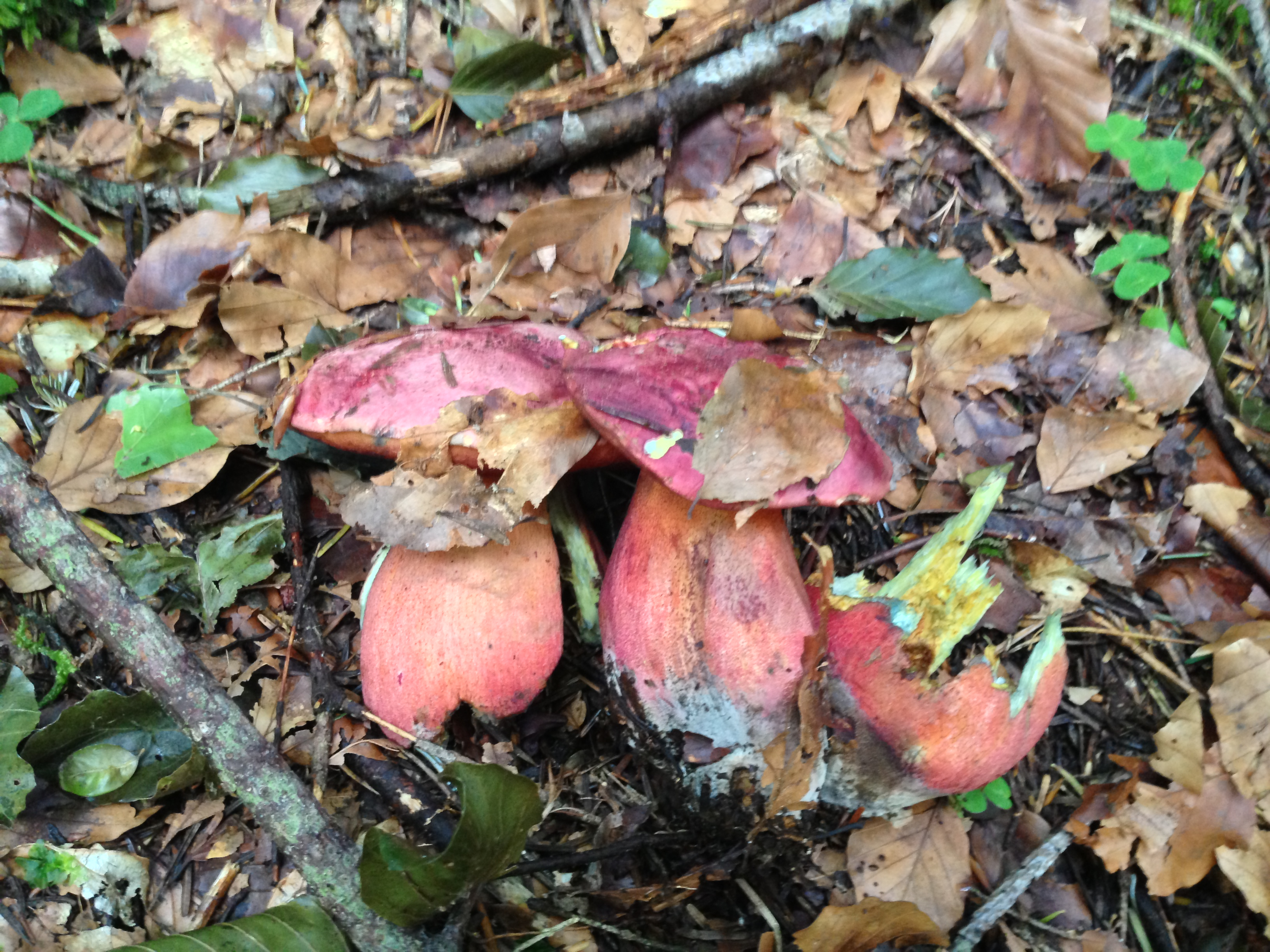
!!Boletus rubrosanguineus!!
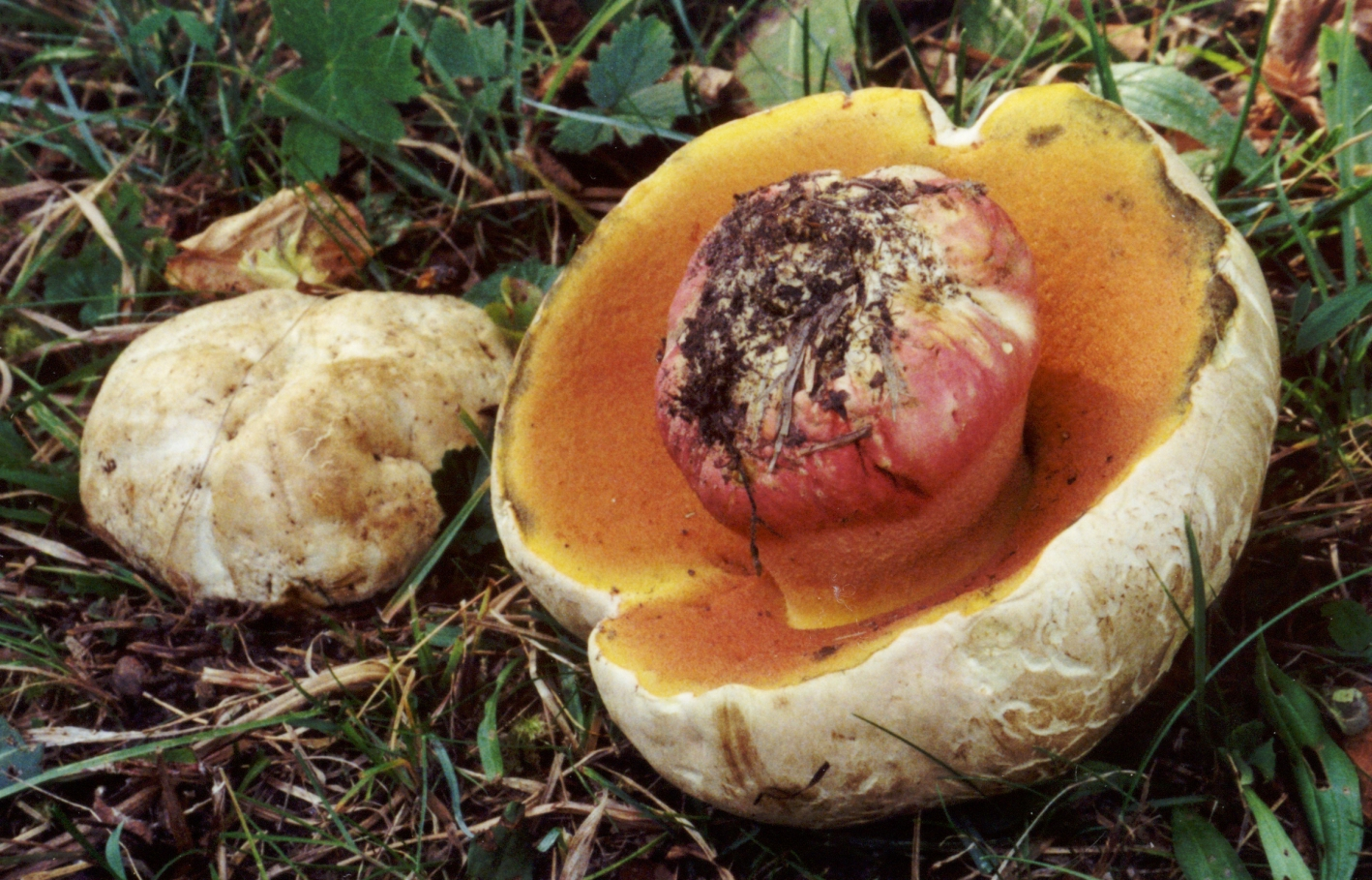
!!Rubroboletus satanas!!

## Valorificare
Bureții proaspeți pot fi pregătiți, asemănător hribului de vară Boletus aestivalis, ca ciulama, de asemenea împreună cu alte ciuperci de pădure ori adăugați la un sos de carne de vită sau vânat. Mai departe, ei pot fi tăiați felii și congelați. De asemenea este posibilă, după tăierea în felii, uscarea, bureții devenind după împuiere mai savuroși și gustoși. Excelenți sunt preparați ca Duxelles, un fel de zacuscă.